# Animación suspendida

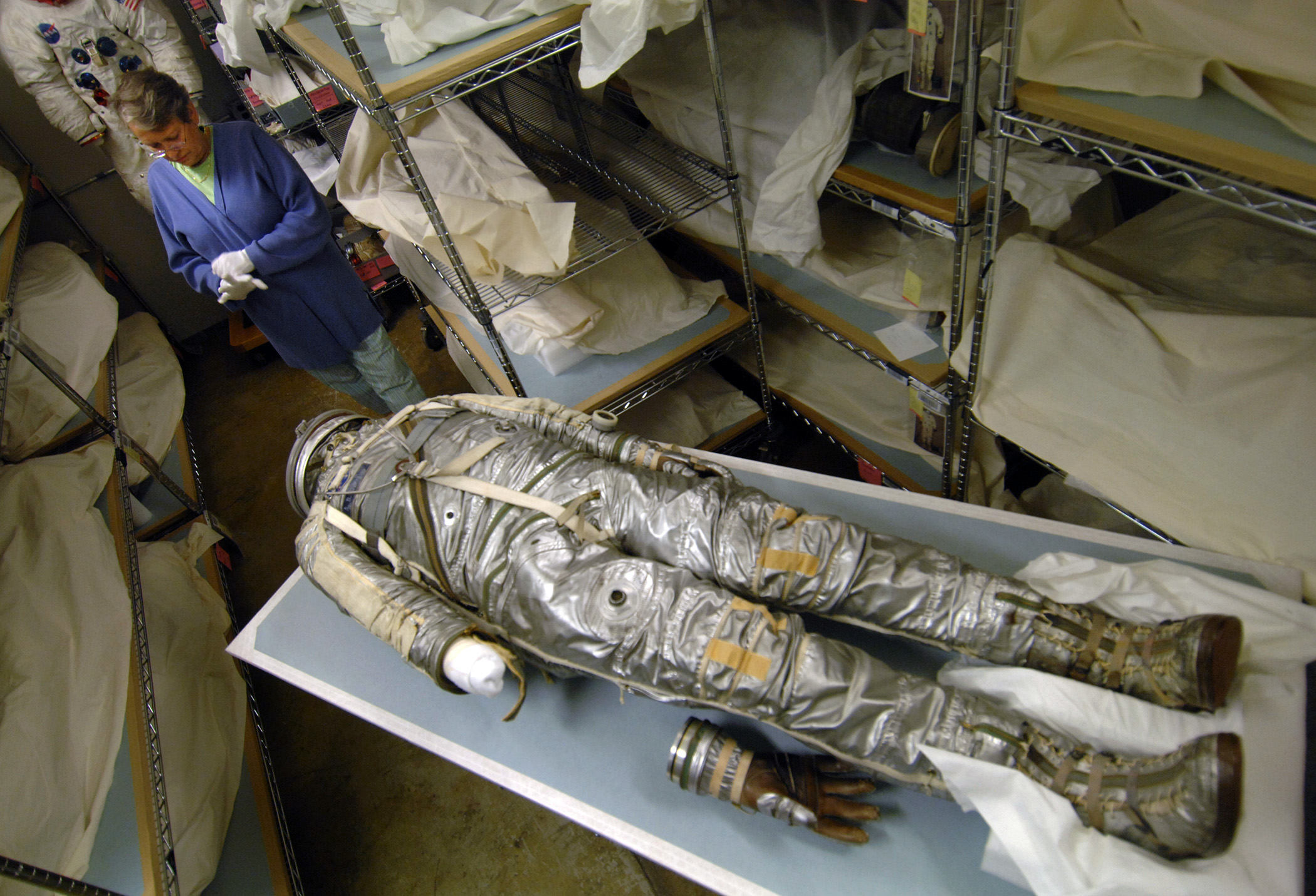
La animación suspendida tiene aplicación en astronautas que en el futuro viajen meses antes de llegar a su destino interestelar.

Animación suspendida es la ralentización de los procesos vitales por medios externos sin llegar a la muerte. La respiración, los latidos del corazón, y otras funciones involuntarias pueden enlentecer, pero este proceso solo puede ser detectado por medios artificiales teniendo presentes los fenómenos físicos y químicos involucrados en el congelamiento de la materia viva.

## Criopreservación
El frío extremo se puede utilizar para precipitar la desaceleración de un individuo en el desempeño de sus funciones vitales, la utilización de este proceso ha dado lugar al desarrollo de la ciencia de criónica. Fuera de la ciencia ficción, la técnica nunca se ha aplicado a seres humanos por más que unas pocas horas.
La criopreservación se ha empleado en un embrión animal, deteniendo todos los procesos biológicos, incluyendo la actividad enzimática intercelular, la respiración celular, su metabolismo, crecimiento y multiplicación de la célula, logrando ser reanimado después de un corto o largo período de tiempo, sin perder su capacidad de desarrollarse y nacer vivo. Tal interrupción de la embriogénesis constituye un poderoso método de control de la reproducción animal.

## Aplicaciones
Se ha propuesto la colocación de astronautas en animación suspendida para que estos puedan llegar al final de un viaje interestelar o interplanetario, evitando la necesidad de una gigantesca nave generacional; de vez en cuando los dos conceptos se han combinado, con generaciones de "cuidadores" supervisando una gran población de los pasajeros así congelados.
Desde finales de 1970, se ha inducido la hipotermia a algunos pacientes en cirugías a corazón abierto como una alternativa a las máquinas animadoras de corazón y pulmón. La hipotermia, sin embargo, solo ofrece una cantidad limitada de tiempo en el que operar y existe un riesgo de que los tejidos en el cerebro puedan sufrir daños durante períodos prolongados.